# Ashkirk
Ashkirk är en by och civil parish i kommun Scottish Borders i Skottland. Byn är belägen 6,5 km från Selkirk. Orten hade 200 invånare år 1991.